# Марафон (Онтаріо)
48°45′0″ пн. ш. 86°22′0″ зх. д. / 48.75000° пн. ш. 86.36667° зх. д.

Марафо́н або Марато́н  (англ. Marathon) — містечко (170,48 км²) в провінції Онтаріо у Канаді. Місто розташоване на північному березі озера Верхнього на північ — Національний парк Пукасква.
Містечко налічує 3 863 мешканців (2006) (22,7/км²).
У місті знаходиться целюлозно-паперовий комбінат.